# Parnassius davydovi
Parnassius davydovi  (лат.) — вид чешуекрылых насекомых рода парнассиусов (Parnassius) семейства бабочек-парусников (Papilionidae). Впервые описан в 2006 году российским энтомологом С. В. Чуркиным.
Назван в честь Михаила Давыдова, известного российского коллектора бабочек.

## Распространение
Вид является эндемиком Кыргызстана. Описан из деревни Сары-Булак (хребет Молдотау, Тянь-Шанские горы).

## Описание
Длина переднего крыла самцов — 35,5—39 мм, самок — 39—41 мм. Самки крупнее самцов. Крылья в основном молочно-беловатого цвета.
Некоторые характерные особенности бабочки вызывают интерес у генетиков. Ближайшим родственником считается вид Parnassius loxias; P. davydovi отличается от него главным образом своими размером и строением гениталий.